# 國府田マリ子のRadio Canvas Vol.1
『國府田マリ子のRadio Canvas Vol.1』は、1994年8月5日、KONAMIより発売。

## 解説
- 國府田マリ子がパーソナリティとして放送していたラジオ番組「ツインビーPARADISE」と「國府田マリ子のゲームミュージアム」がドッキングしたコンピレーション・アルバム。設定として、ツインビーの舞台であるどんぶり島のFM局db-FMから國府田マリ子によるラジオ風の内容。

## 収録曲[2]
1. db-FM Holiday Seaside Air
アーティスト：國府田マリ子/土門仁/柳瀬洋美
2. ツインビーPARADISE
アーティスト：國府田マリ子/岸野幸正
  - HOPE

演奏：コナミ矩形波倶楽部 作曲：古川もとあき
  - Twin memories

作詞：ＷＩＮＢＥＥ、作曲：コナミ矩形波倶楽部、編曲：光田健一
  - 夢の約束

演奏：コナミ矩形波倶楽部、作曲：前田克樹、編曲：古川もとあき
3. うっきいずCAFE
アーティスト：國府田マリ子/吉水孝宏
  - Twin memories

作詞：WINBEE、作曲：コナミ矩形波倶楽部、編曲：光田健一
4. 國府田マリ子のGAME MUSEUM
アーティスト：國府田マリ子
  - 海底のお散歩

演奏：コナミ矩形波倶楽部
  - 闘え！ダダンダーン

アーティスト：子門真人、作詞：コナミ矩形波倶楽部、作曲：コナミ矩形波倶楽部
  - 風の贈り物

演奏：コナミ矩形波倶楽部
  - エバーグリーン

演奏者：WINBEE NEO CINEMA CLUB BAND、作曲：コナミ矩形波倶楽部、編曲：光田健一
  - Fantasian

アーティスト：國府田マリ子、作詞：WINBEE、作曲：コナミ矩形波倶楽部、編曲：光田健一
  - MOVING ON

演奏：コナミ矩形波倶楽部、作曲：古川もとあき
  - Lights〜遥かなる旅立ち〜

アーティスト：國府田マリ子、作詞・作曲：コナミ矩形波倶楽部／編曲：斉藤ネコ
  - Twin memories

作詞：WINBEE、作曲：コナミ矩形波倶楽部、編曲：光田健一
  - HOPE

アーティスト：國府田マリ子、作詞：さゆ鈴／作曲・編曲：古川もとあき
  - Horizon

アーティスト：國府田マリ子、作詞：國府田マリ子、作曲：菜芽月まろん、編曲：光田健一